# La Rovira (Sant Joan les Fonts)
La Rovira o Can Rovira de Cortals fou la casa més important del terme de Begudà (al terme de Sant Joan les Fonts, la Garrotxa). Actualment s'han venut les teules que la cobrien i l'amenaça de ruïna total és immediata. Fou un gran casal de planta rectangular amb teulat a dues aigües i els vessants vers les façanes principals.

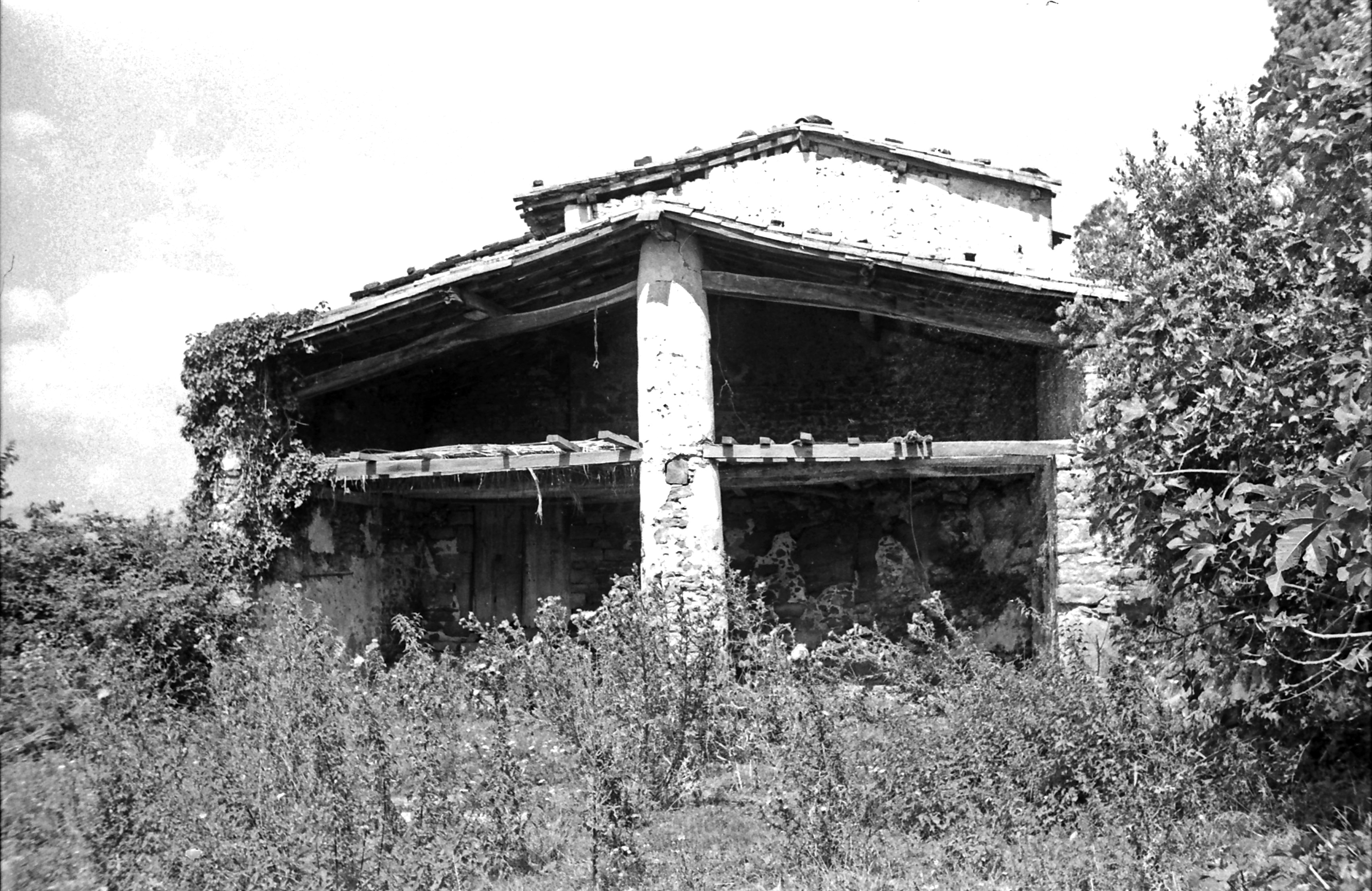
Façana principal i pallissa

Disposa de baixos, planta noble i golfes. Va ser bastida amb carreus ben tallats, destacant els de les obertures i angles. La porta principal, a llevant, guardada per un porxo, està dovellada amb dues mènsules decorades.
Annex a la casa hi havia hagut un gran corral, amb teulat a una vessant, sostingut per gruixuts pilars de pedra; avui està gairebé enrunat. Al menjador hi ha enteixinat de guix decorat amb fullatges estilitzats dins estructures romboïdals. Hi ha una pica i restes de molí d'oli.
Com tot casal important i habitat per un gran nombre de gent, tenia un trull. S'ha conservat una pica poc comú per a mesurar l'oli amb la xifra “1580” gravada (que pot no ser cronològica sinó una referència en el moment de mesurar el líquid). Del molí s'han conservat dues rodes, de 52 i 132 cm de diàmetre, una pica petita (94 cm alçada x 71 cm de llargada x 52 cm d'amplada) i una altra pica, situada dins les corts (60 cm alçada x 182 de llargada x 83 cm d'amplada).

## Història
En una escriptura del 1240 es fa constar que afrontava "...amb el castell o la capella de Nostra Dona de Mont-ròs". Aquest mas era emfiteuta del priorat de Sant Joan-les-Fonts, tributant també als senyors del castell del Coll. Francesc Caula va trobar els següents hereus: Berenguer, 1222. Pere Joan, 1233. Arnau, 1242-1292. Bernat, 1330. Arnau, 1336-1372. Pere Joan, 1384-1389. Joan, 1484-1497. Joan, 1507-1561. Pere, 1561-1574. Sebastià, 1586. Antiga, 1586-1590. Sebastià, 1642. Isidre, 1710-1712. Pere, 1724-1753, i Ramon el 1760.